# Pechersk (huyện)
Pechersk (tiếng Ukraina: Печерський район, chuyển tự: Pechersks'kyi raion) là một huyện của tỉnh Thành phố Kiev thuộc Ukraina. Huyện Pechersk có diện tích 20 kilômét vuông, dân số theo điều tra dân số ngày 5 tháng 12 năm 2001 là 131.127 người với mật độ 6.556 người/km². Trung tâm huyện nằm ở ?.